# Macaracas
Macaracas est un corregimiento situé dans la province de Los Santos, au Panama.

## Source
- (es) Cet article est partiellement ou en totalité issu de l’article de Wikipédia en espagnol intitulé « Macaracas » (voir la liste des auteurs).